# Паж
Паж (фр. page) — в средневековой Западной Европе придворно‑военное звание для мальчика из дворянской семьи, состоявший на службе в качестве личного слуги у знатной особы; первая ступень к посвящению в рыцари.

## В Западной Европе

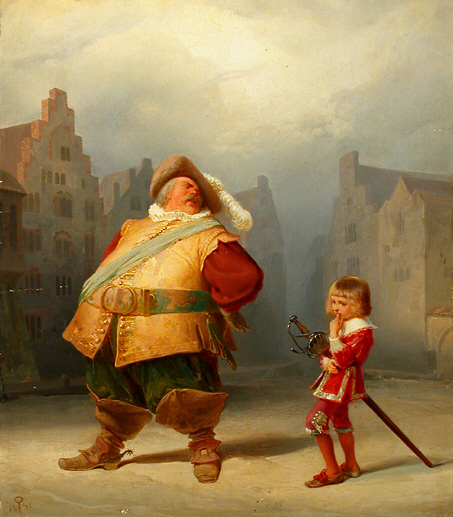
Фальстаф и его паж, картина Адольфа Шрёдтера

В Средние века звание пажа была первой степенью к получению звания рыцаря. Дворянин, желая поместить сына своего в пажи к королю или крупному феодалу, должен был доказать четыре поколения дворянства с отцовской стороны (quatre quartiers paternels de noblesse). Пажи воспитывались и жили за счёт того лица, при котором находились; обязанности их заключались в дежурствах при его особе, сопровождении в частной и боевой жизни и исполнении услуг (иногда чрезвычайно важных). Супруги королей или феодалов также имели своих пажей.
По достижении пажом 14-летнего возраста он выходил из звания пажа, что совершалось с особой церемонией, и получал звание оруженосца.
С упадком феодализма значение пажей постепенно уничтожалось, хотя ещё до конца XVIII в. пажи имелись при дворах западноевропейских государей. Наполеон I также учредил пажей при своем дворе.

## В России
В 1711 г., вместе с другими придворными званиями, в России появились и пажи, заменившие отроков. Первоначально в пажи выбирали юношей не по происхождению, а случайно, поэтому среди первых пажей встречаются лица немецкого и шведского происхождения, не имеющие претензий на родовитость. До середины XVIII в. большинство пажей происходили из детей придворных чинов и офицеров гвардии. Они подразделялись на пажей и камер-пажей, представляющих высшее звание; как те, так и другие считались на действительной придворной службе и обязанности их заключались в исполнении разных поручений особ царствующего дома и прислуживании государыне. Сроков службы пажей не было установлено; обыкновенно служба продолжалась около 6 лет пажом (от 8 до 13—14 лет) и 4 года камер-пажом (15—18 лет). Как исключительный случай, было назначение в 1740 г. пажом князя М. А. Голицына, шута Анны Иоанновны, которому в это время был 51 год. По окончании службы пажи производились в офицеры, иногда назначались прямо камер-юнкерами.
До середины XVIII в. пажи не имели особой организации и получали от казны жалованье и обмундирование, для наблюдения за которым, а равно и за поведением пажей учреждена была должность гофмейстера пажей.
В первое время число пажей было крайне незначительно: наибольшее число их было при Елизавете Петровне: 9 камер-пажей и 40 пажей.

## Пажеский корпус

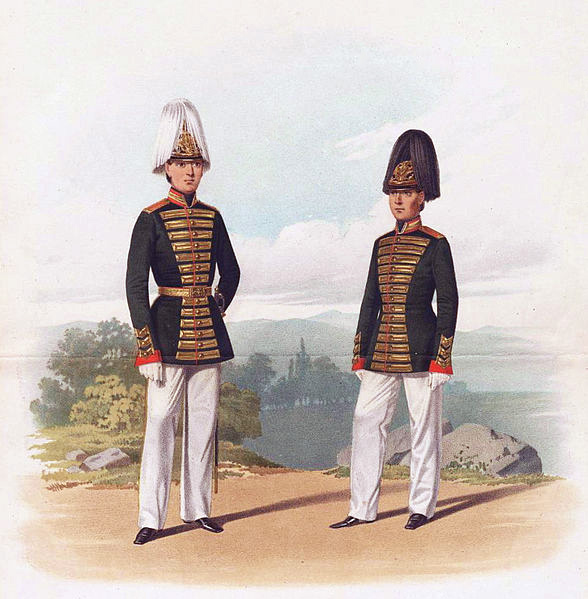
Пиратский К. К. Камер-паж и паж Пажеского Его Императорского Величества Корпуса

В 1759 г. был образован Пажеский корпус для обучения пажей. 10 октября 1802 г. Александр I преобразовал пажеский корпус в военно-учебное заведение под наименованием Пажеского Его Императорского величества корпуса.